# サンタ・チェチーリア国立アカデミー管弦楽団
サンタ・チェチーリア国立アカデミー管弦楽団（伊: L'Orchestra dell'Accademia Nazionale di Santa Cecilia）は、イタリア共和国の首都ローマを本拠地とするオーケストラである。「ローマ聖チェチーリア音楽院管弦楽団」等とも呼ばれる。

## 沿革
創設は1908年。コンサート専門のオーケストラとしてはイタリアで最も古いと言われる。また、このオーケストラが所属するサンタ・チェチーリア国立アカデミアは、1584年に創立された現存する世界で最も古い音楽教育機関の一つである。
フランチェスコ・モリナーリ＝プラデッリやイーゴリ・マルケヴィチ、ジュゼッペ・シノーポリ、近年ではダニエレ・ガッティやチョン・ミョンフンが首席指揮者を務め、2005年からはアントニオ・パッパーノが音楽監督を務めている。レコーディングは、デッカ・レーベルにトゥリオ・セラフィンらによるオペラ物が多く、また1983年から1990年まで名誉総裁だったレナード・バーンスタインによる録音もある。最近では、チョンやパッパーノ指揮でシンフォニー・レパートリーにも積極的にレコーディングを行っている。
2003年以降、レンゾ・ピアノ設計によるアウディトーリウム・パルコ・デッラ・ムージカを演奏会場としている。

## 歴代音楽監督
- ベルナルディーノ・モリナーリ（1912年 - 1944年）
- フランコ・フェラーラ（1944年 - 1945年）
- フェルナンド・プレヴィターリ（1953年 - 1973年）
- イーゴリ・マルケヴィチ（1973年 - 1975年）
- ジュゼッペ・シノーポリ（1983年 - 1987年）
- ウート・ウーギ（1987年 - 1992年）
- ダニエレ・ガッティ（1992年 - 1997年）
- チョン・ミョンフン（1997年 - 2005年）
- アントニオ・パッパーノ（2005年 - 2023年）
- ダニエル・ハーディング（2024年 -   ）[1]